# Шпиллер, Наталья Дмитриевна
Ната́лья Дми́триевна Шпи́ллер (7 [20] ноября 1909, Киев — 20 июля 1995, Москва) — советская оперная певица (лирическое сопрано), педагог, музыкально-общественный деятель, одна из представительниц «Золотой эпохи» Большого театра СССР. Народная артистка РСФСР (1947).

## Биография
Родилась 7 (20) ноября 1909 года в Киеве в семье архитектора.
После окончания в 1931 году КГК имени П. И. Чайковского (класс А. Н. Шперлинг) поступила в труппу Куйбышевского театра оперы и балета (солистка). В 1935—1958 году — в труппе Государственного академического Большого театра. Также выступала как концертная исполнительница.
В марте 1943 года Сталинская премия первой степени в размере 100 000 рублей за оперный спектакль «Вильгельм Телль» Дж. Россини была передана Н. Д. Шпиллер вместе с коллективом Большого театра в Фонд обороны.
В 1950 году Наталья Шпиллер начала преподавать в Музыкально-педагогическом институте имени Гнесиных (с 1963 года — профессор). В 1964—1975 годах заведовала кафедрой оперной подготовки, в 1975—1979 годах — кафедрой сольного пения.
В 1950 году вступила в Союз театральных деятелей РСФСР. С 1969 года — председатель совета вокально-творческого кабинета А. В. Неждановой и научно-методического совета по вокальному образованию при Министерстве культуры РСФСР.
Н. Д. Шпиллер — автор рецензий и научно-методических статей.
Скончалась 20 июля 1995 года. Похоронена в Москве на Новодевичьем кладбище (участок № 8).

## Семья
- отец — Шпиллер Дмитрий Алексеевич — архитектор.
- мать — Полякова Мария Николаевна — певица, ученица Е. А. Лавровской.
- брат — Шпиллер, Всеволод Дмитриевич, священник Русской православной церкви, протоиерей.
  - племянник — Шпиллер, Иван Всеволодович[2].
- муж — Кнушевицкий, Святослав Николаевич, музыкант.
  - Дочь — Мария Святославовна Кнушевицкая (род. 1933), актриса Московского академического театра им. Моссовета.
    - Внук — Андрей Михайлович Рапопорт (род.23.10.1960), артист Московского академического театра им. Моссовета и кино.

## Творчество
Пресса отмечала:

Н. Д. Шпиллер — выдающаяся вокалистка: её красивый и широкий по диапазону голос безукоризненно звучит во всех регистрах. Интонационная сторона исполнения безупречна, фразировка закончена и выразительна. Основное качество, присущее Н. Д. Шпиллер как певице и артистке, — благородство вкуса и редкое чувство стиля. Это чувство является верным спутником её исполнительского искусства и никогда её не обманывает. Н. Д. Шпиллер — превосходная камерная певица. Творчество Н. Д. Шпиллер — синтез взыскательной мысли, благородного чувства и великолепного мастерства.

### Некоторые партии
- «Псковитянка» Н. А. Римского-Корсакова — Ольга с 1936
- «Абесалом и Этери» З. П. Палиашвили — Этери с 1939
- «Вильгельм Телль» Дж. Россини — Матильда с 1942
- «Евгений Онегин» П. И. Чайковского — Татьяна с 1936
- «Фауст» Ш. Гуно — Маргарита с 1937
- «Кармен» Ж. Бизе — Микаэла с 1935
- «Иван Сусанин» М. И. Глинки — Антонида с 1940
- «Демон» А. Г. Рубинштейна — Тамара с 1942
- «Садко» Н. А. Римского-Корсакова — Волхова с 1949
- «Валькирия» Р. Вагнера — Зиглинда с 1940
- «Иоланта» П. И. Чайковского— Иоланта с 1943

## Признание и награды

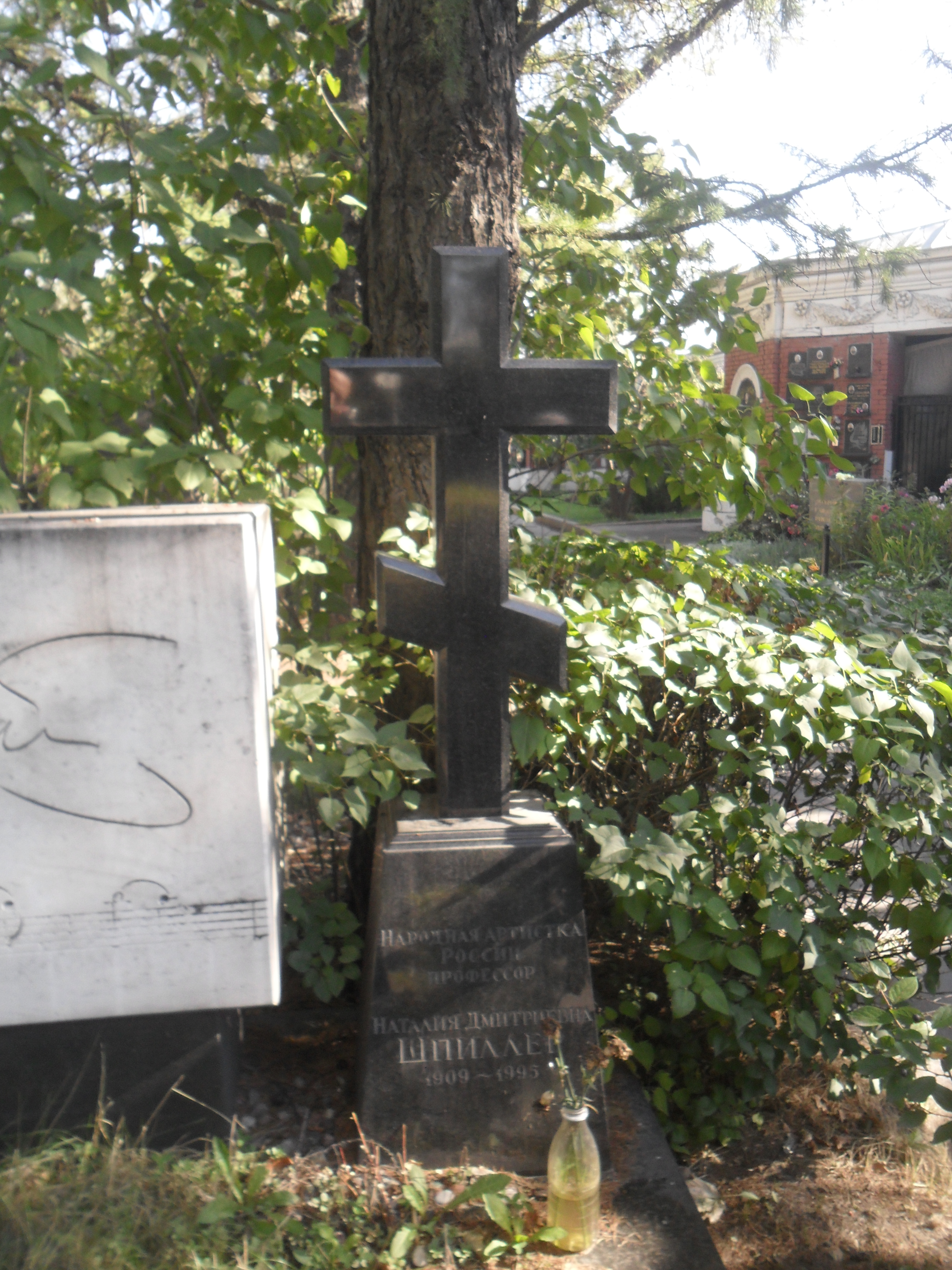
Могила Шпиллер на Новодевичьем кладбище Москвы.

- Сталинская премия второй степени (1941) — за большие достижения в области театрально-вокального искусства
- Сталинская премия первой степени (1943) — за исполнение партии Матильды в оперном спектакле «Вильгельм Телль» Дж. Россини[4]
- Сталинская премия первой степени (1950) — за исполнение партии Волховы в оперном спектакле спектакле «Садко» Н. А. Римского-Корсакова
- заслуженная артистка РСФСР (1942)
- народная артистка РСФСР (1947)
- два ордена Ленина (27.05.1951, 1971)
- орден Дружбы народов (25.05.1976) — за заслуги в развитии советского музыкального и хореографического искусства и в связи с 200-летием Государственного академического Большого театра СССР[5]